# Bitwa morska w Cieśninie Dardanelskiej (1646)
Bitwa morska w Cieśninie Dardanelskiej – starcie zbrojne, które miało miejsce 26 maja 1646 podczas wojny wenecko-tureckiej (1645–1669).
Bitwa stoczona w cieśninie Dardanele pomiędzy flotą wenecką dowodzoną przez Tommaso Morosiniego, a flotą osmańską, którą dowodził turecki admirał (Kapudan pasza) Kara Musa Pasha. Wenecjanie dysponowali 7 żaglowcami, podczas gdy flotę turecką stanowiło 75 galer i 5 galeas. Pomimo tej dysproporcji sił, dzięki większej sile ognia, bitwę wygrali Wenecjanie, którzy utrzymali blokadę cieśniny i zmusili Turków do wycofania się. Choć obie strony nie straciły żadnego okrętu, to jednak kilka tureckich jednostek doznało poważnych uszkodzeń.